# 城端郵便局
城端郵便局（じょうはなゆうびんきょく）は、富山県南砺市（旧東礪波郡城端町）にある郵便局である。局番号は32007。

## 概要
住所：〒939－1899 富山県南砺市城端1171-1

## 沿革
- 1872年7月1日 - 城端町に郵便取扱所が開所[1]。同日より郵便物の取扱を開始[2]。当初は伊藤市曹宅が充てられ、次は東下町の篠井万三郎宅が充てられた[3]。
- 1878年11月 - 内国為替事務開始[2]。
- 1879年6月 - 貯金事務開始[2]。
- 1892年7月 - 外国為替事務開始[2]。
- 1896年7月 - 小包郵便事務開始[2]。
- 1897年10月 - 電信事務開始[2]。
- 1909年9月 - 電話通話事務開始[2]。
- 1910年11月 - 電話交換事務開始[2]。
- 1916年10月 - 簡易生命保険事務開始[2]。
- 1926年10月 - 郵便年金事務開始[2]。
- 1897年10月21日 - 木造2階建ての独立局舎を新築し、移転[4]。
- 1928年 - 局舎を新築[2]。
- 1962年9月22日 - 東上町に移転[5]。
- 1964年10月 - 局舎新築工事着工[5]。
- 1965年3月25日 - 局舎新築工事竣工[5]。
- 1970年12月 - 五ヶ山逓送隊も終止符[5]。
- 1992年7月 - 国道304号沿いの現在地にて局舎が着工[6]。
- 1993年6月19日 - 局舎竣工。同年6月21日に完成式を挙行。旧局舎は当時の城端町が買い上げた[7]。
- 2001年12月15日 - アメリカ同時多発テロに関連して、テロ対策用マスクと手袋を配備する[7]。

## 取扱内容
- 郵便、印紙、ゆうパック、内容証明、国際郵便、e発送サービス
- 貯金、貯金担保自動貸付け、為替、振替、振込、国債など
- 生命保険、バイク自賠責保険、がん保険
- ゆうちょ銀行ATM

## 周辺
- 南砺市立城端小学校
- 城端曳山会館